# 리처드 하울리

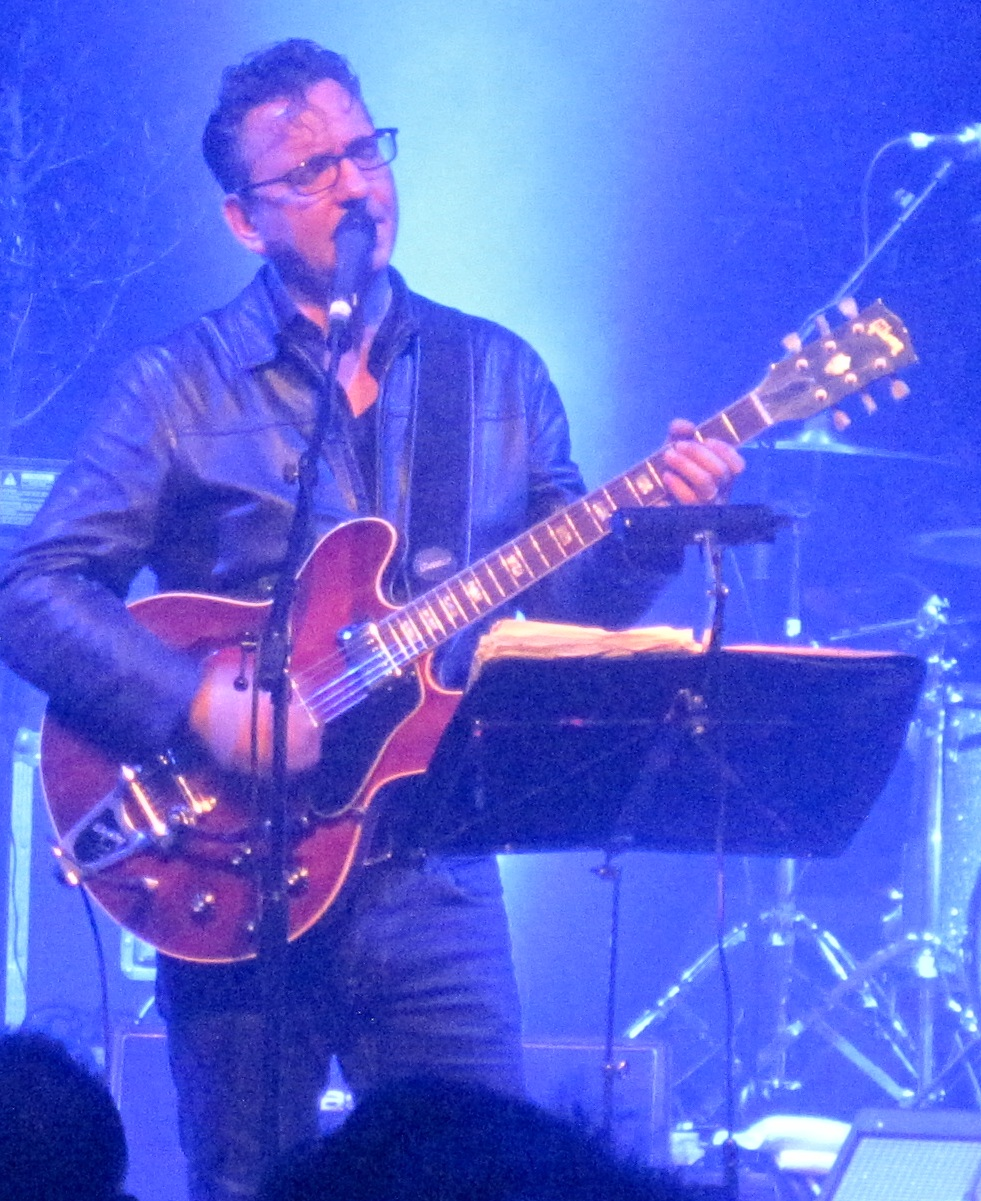

리처드 하울리(Richard Hawley, 1967년 1월 17일 ~ )는 영국의 기타리스트, 가수, 작사가, 레코드 프로듀서이다.